# Lithostege witzenmanni
Lithostege witzenmanni là một loài bướm đêm trong họ Geometridae.